# 河野高志
河野 高志（こうの たかし、1966年2月4日 - ）は、競技麻雀のプロ雀士。RMU所属。東京都出身。団体内でのライセンスはS級。

## 来歴
日本プロ麻雀連盟のプロテストに合格しプロ雀士となり、十段戦三連覇をはじめ、麻雀マスターズ連覇等の実績を残す。
2007年6月、多井隆晴らと共にRMU設立に参画、初年度からトップカテゴリーであるRMUリーグ（現・令昭位戦A1リーグ）で活動し、タイトルを4期獲得している。
Mリーグのトーナメント戦であるMトーナメントには2023・2024と2年連続で団体推薦選手として出場、いずれも1stステージを突破している。

## 雀風
押し引きと勝負強さを特徴とする。多井隆晴曰く「限られた回数で結果を出すことを求められるときに力を発揮するタイプ」。
かつては公式プロフィールに「肉食獣を連想させるような圧倒的な攻撃力」と記されるほどの攻撃重視の雀風で「あがりを目指すあまり麻雀が雑になる」という反省を自ら述べたこともある。実際、第7回モンド杯では予選第1戦で-71.4p、準決勝第9戦で-63.5p、決勝第4戦で-75.0pを記録（一時的には箱下25000点を超えた）したこともあり、視聴者の間では河野のあがりより放銃を期待するものも現れ、本来とは違う意味でファンが増えたこともある。

## 獲得タイトル
- 十段位（第19期、第20期、第21期）
- 麻雀マスターズ（第6期、第7期）
- 令昭位（第5期、第12期[4]、第13期[5]、第16期[6]）
- RMUクラウン（第8期、第9期）
- 四神降臨王座決定戦優勝（2014年、2022年[7]）

## 著書
- 河野高志の麻雀 勝つならこう打て! （毎日コミュニケーションズ、2006年）ISBN 978-4839921071